# إشعاع إبسيلون
إشعاع إبسيلون هو الإشعاع الثالثي الناتج عن الإشعاع الثانوي ( مثال على ذلك ، إشعاع دلتا ). إشعاعات إبسيلون هي شكل من أشكال إشعاع الجسيمات وتتألف من الإلكترونات . وقد صيغ هذا المصلح من قبل ج. ج. طومسون ، ولكنه نادراً ما يستخدم اليوم.

## انظر إيضا
- إلكترون
- أشعاعات :
  - α أشعة ألفا
  - β أشعة بيتا
  - γ أشعة غاما
  - δ أشعة دلتا
  - ε أشعة إبسيلون